# Pholcus afghanus
Pholcus afghanus is een spinnensoort uit de familie trilspinnen (Pholcidae). De soort komt voor in Afghanistan.